# Goh V Shem

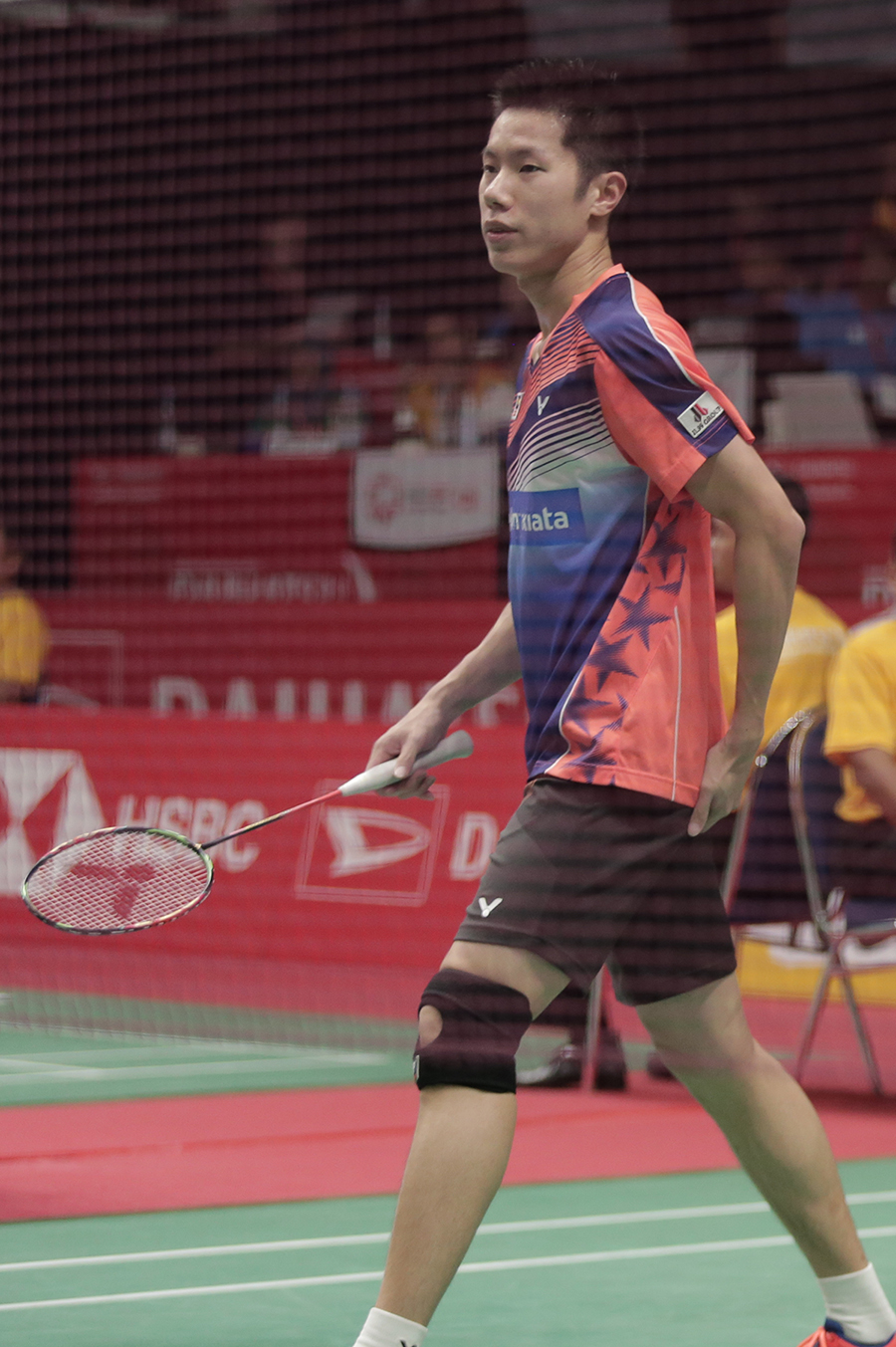
Goh V Shem

Goh V Shem, född den 20 maj 1989 i Kuala Lumpur, är en malaysisk badmintonspelare.
Han tog OS-silver i herrdubbel i samband med de olympiska badmintonturneringarna 2016 i Rio de Janeiro..